# Andriy Voronin
Andriy Voronin, né le 21 juillet 1979 à Odessa, est un footballeur ukrainien. Il est actuellement marié à Yulia Voronin. Il prend sa retraite à la fin de la saison 2014.

## Biographie
Andriy Voronin n'a que 16 ans lorsqu'il est repéré par le manager du Borussia Monchengladbach, Rolf Rüssmann, à l'occasion d'un tournoi de jeunes. L'Ukrainien saute sur l'opportunité et quitte Odessa, sa ville natale, en 1997 pour rejoindre la Bundesliga. Si sa première année en Allemagne se pase plutôt bien, les deux suivantes ne lui permettent pas de confirmer les espoirs placés en lui. En 2000, il signe à Mayence (D2). Son entraîneur Jürgen Klopp le fait monter en attaque, où sa vivacité et sa technique en mouvement font rapidement des merveilles. Lors de la saison 2002-2003, il inscrit 20 buts en championnat. Le promu Cologne le fait signer à l'été 2003 mais quitte l'élite en fin de saison. Voronin signe alors au Bayer Leverkusen où, dès sa première année, il inscrit 14 buts.
En février 2007, Liverpool annonce l'arrivée au club, lors de l'été 2007, du joueur pour 4 saisons. En fin de contrat à Leverkusen, il vient renforcer une attaque déjà bien fournie avec Dirk Kuyt, Craig Bellamy, Fernando Torres et Peter Crouch. En août 2007, lors du 3e tour aller de la Ligue des champions, il inscrit le seul but du match Toulouse FC - Liverpool, Rafael Benítez déclare même à son sujet "on savait qu'il pourrait être une surprise. Il est pétri de qualités, il nous apporte différents types de mouvements. Un très bon joueur, doté d'une bonne intelligence de jeu." Son début de saison est bon (3 buts lors des 11 premiers matchs) et son entraîneur lui fait confiance. Le 25 janvier 2008, il se blesse aux ligaments de la cheville et on annonce une opération et une absence de 6 semaines. À son retour de blessure, il n'a plus le même rendement et le club, qui a besoin de liquidités, cherche à le vendre lors du mercato 2008.
Un temps pisté par le FC Nantes, il est finalement prêté lors de la saison 2008-2009 au Hertha BSC Berlin, il réalise une très bonne saison en Bundesliga (11 buts en 23 matches) et Rafael Benítez annonce même qu'il pourrait accepter de voir partir l'ukrainien moyennant 4 millions d'euros, malheureusement, les finances du club berlinois ne sont pas au beau fixe et le joueur doit revenir à Liverpool à l'été 2009.
Le 10 janvier 2010, il s'engage pour trois saisons au FK Dynamo Moscou. Le club anglais récolte dans la transaction 2 millions d'euros.
En froid avec son entraîneur, il est prêté pour la saison 2012-2013 au club allemand du Fortuna Düsseldorf.

## Palmarès
- International ukrainien (74 sélections, 8 buts) depuis le 27 mars 2002 : Roumanie 4 - 1 Ukraine.